# 섹스 로봇

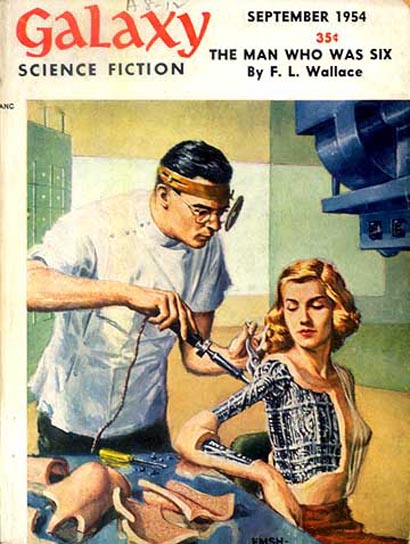
1954년 공상과학 잡지 갤럭시의 인간형 로봇에 대한 한 예술가의 구상

섹스 로봇(Sex Robot)은 인간의 성행위를 대신 수행하기 위한 목적으로 만들어진 로봇을 의미한다.

## 최초의 상용 로봇
2009년 1월 8일부터 1월 11일까지 미국 라스베이거스에서 《성인 엔터테인먼트 엑스포 2010》(Adult Entertainment Expo 2010)가 열렸다. 미국 뉴저지에 본사를 두고 있는 트루컴패니언사는 여기서 세계 최초로 여성 로봇 《록시》(Roxxxy)를 선보였다.
키 170cm, 몸무게 54kg의 여자 인간 형태의 이 로봇은 란제리 속옷 차림을 하고 있다. 합성고무 소재는 실제 인간 피부와 같은 질감을 구현하였다. 신체 안에 내장된 랩톱 컴퓨터와 피부 센서는 소유자와 다양한 형태의 쌍방향 접촉이 가능하게 만들어 준다. 해당 로봇과는 대화가 가능하다. 또한, 소유자의 촉각에도 반응한다.
해당 로봇은 총 5가지 종류가 있다. 고객의 취향에 따라 피부색, 머리 색깔, 성격을 선택할 수 있다. 1대당 가격은 7,000∼9,000달러(약 790만원~1,020만원)이다.

## 같이 보기
- 섹스 돌